# Johann Peter Weise
Johann Peter Weise, auch Weiße, war ein deutscher Orgelbauer, der in der Mitte des 18. Jahrhunderts seine Werkstatt in Kirchhasel bei Rudolstadt hatte. 

## Leben und Werk
Weise war bekannt mit Johann Sebastian Bach, der mehrere seiner Orgeln bespielte, und verwandt mit dem Hof- und Stadtmusikus Weise in Arnstadt. Seine Orgelbauerwerkstatt verlegte er zuletzt nach Merseburg.
Vom Orgelbauer Weise sind bislang die folgenden Auftragsarbeiten nachweisbar:
| Jahr | Ort        | Gebäude    | Bild | Manuale | Register | Bemerkungen |
| ---- | ---------- | ---------- | ---- | ------- | -------- | --- |
| 1759 | Merseburg  | St. Maximi |      |         |          | Mit 74 Talern blieb er weit unter dem Gebot des ortsansässigen Orgelbauers Heinrich Andreas Contius. Der Stiftssuperintendent Schmidt wollte daher Weise den Auftrag erteilen, das Konsistorium Merseburg empfahl aber den in Kursachsen besser bekannten Universitäts-Orgelbauer Johann Gottlieb Mauer aus Leipzig. |
| 1761 | Wallendorf | Kirche     |      |         |          | Reparatur |